# Wallingford (Vermont)
Wallingford és una població dels Estats Units a l'estat de Vermont. Segons el cens del 2000 tenia 2.274 habitants.

## Demografia
Segons el cens del 2000, Wallingford tenia 2.274 habitants, 905 habitatges, i 651 famílies. La densitat de població era de 20,3 habitants per km².
Dels 905 habitatges en un 30,8% hi vivien nens de menys de 18 anys, en un 59% hi vivien parelles casades, en un 9,1% dones solteres, i en un 28% no eren unitats familiars. En el 22,9% dels habitatges hi vivien persones soles el 10,6% de les quals corresponia a persones de 65 anys o més que vivien soles. El nombre mitjà de persones vivint en cada habitatge era de 2,49 i el nombre mitjà de persones que vivien en cada família era de 2,92.
Per edats la població es repartia de la següent manera: un 23,4% tenia menys de 18 anys, un 5,8% entre 18 i 24, un 27% entre 25 i 44, un 30,3% de 45 a 60 i un 13,7% 65 anys o més.
L'edat mediana era de 42 anys. Per cada 100 dones de 18 o més anys hi havia 94,1 homes.
La renda mediana per habitatge era de 42.417 $ i la renda mediana per família de 47.007 $. Els homes tenien una renda mediana de 33.162 $ mentre que les dones 24.141 $. La renda per capita de la població era de 19.570 $. Entorn del 3,8% de les famílies i el 5,9% de la població estaven per davall del llindar de pobresa.